# برایتنشتاین (زاکسونی)-آنهالت
برایتنشتاین (زاکسونی)-آنهالت (به آلمانی: Breitenstein) یک منطقهٔ مسکونی در آلمان است که در Südharz واقع شده‌است. برایتنشتاین ۵۰۷ نفر جمعیت دارد.